# Femundsmarka-Nationalpark
Der Femundsmarka-Nationalpark (norwegisch Femundsmarka-nasjonalpark) ist ein 597 km² großer Nationalpark in Norwegen. Er umfasst Teile des Femundsmarka-Gebirges und liegt in den Provinzen Innlandet und Trøndelag. Im Osten grenzt er an die historische schwedische Provinz Härjedalen. Südlich des Parks befindet sich der Gutulia-Nationalpark.
Der Park wurde 1971 mit einer Fläche von 386 km² gegründet, um die dortige, nahezu unberührte Wald- und Bergregion, sowie das gesamte Landschaftsbild mit all seinen Seen und Flüssen und die biologische Vielfalt mit seiner charakteristischen Flora und Fauna zu schützen.
Der Park gehört zu den Gemeinden Engerdal (Hedmark) und Røros (Trøndelag). Er grenzt zudem an die Naturschutzgebiete Langtjønna und Femundslia. Das Naturreservat Grøvelsjøen befindet sich innerhalb des Parks. Auf schwedischer Seite grenzen die Naturreservate Långfjället und Rogen an den Park.

## Geografie, Landschaft und Geologie
Ein ausschlaggebender Grund, in diesem Gebiet einen Nationalpark zu errichten, sind die Formationen, welche Relikte der letzten Eiszeit sind. Die Landschaft ist ansonsten geprägt von Bergen, Seen und Flüssen. Die Gesamtfläche der Seen und Flüsse macht über 10 % der Gesamtfläche des Femundsmarka aus. Der Fluss Røa durchquert den Park von Osten nach Westen.
Sowohl im Norden als auch im Süden gibt es relativ hohe Berge, während die Mitte des Parks nicht so hoch ist. Der größte Berg im Park ist der Storvigelen mit 1.561 moh, welcher im Nordteil liegt. Die höchsten Berge im Süden sind Elgåhogna (1.460 moh), Store Svuku (1.415 moh) und Grøthogna (1.401 moh).

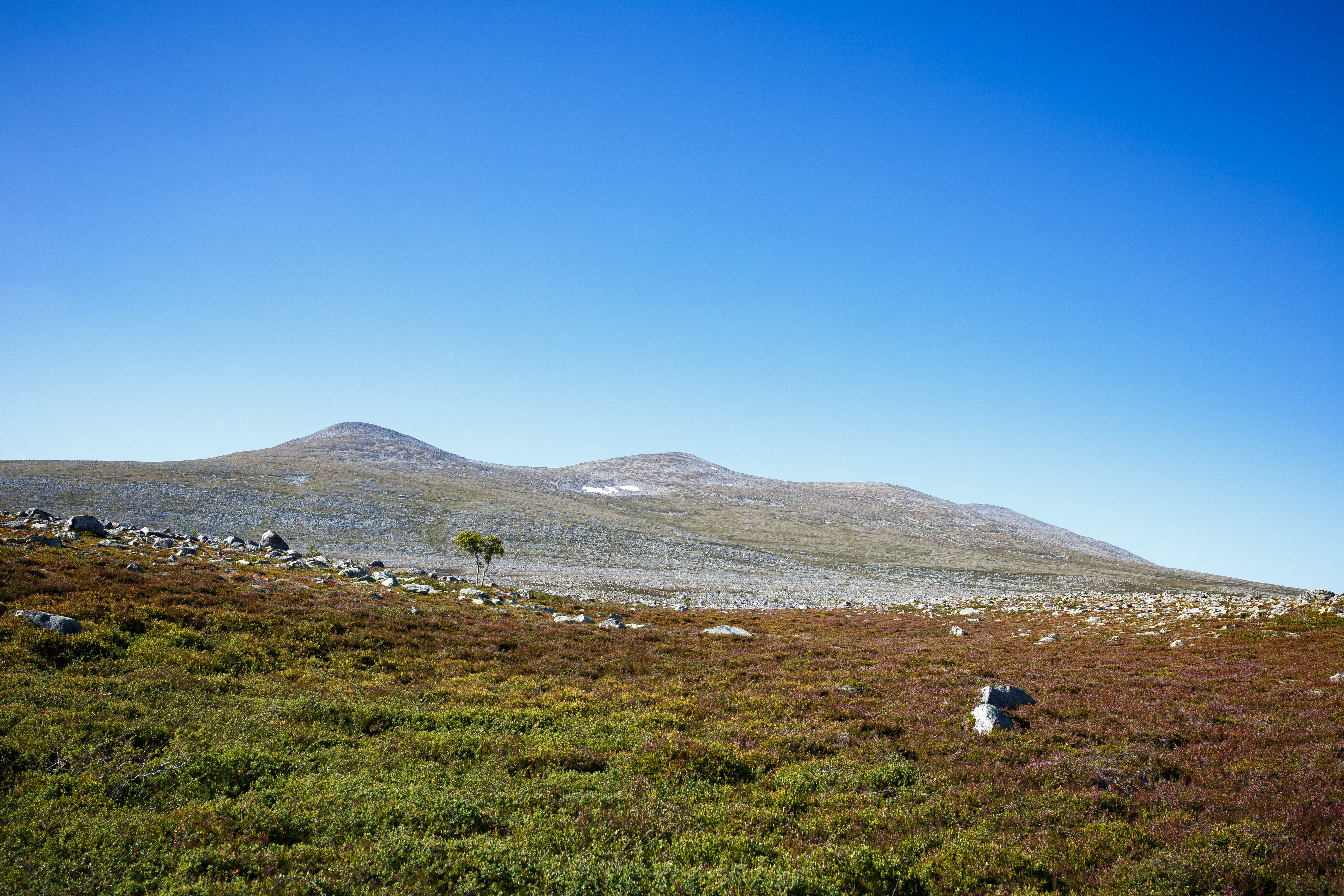
Die vier Gipfel des Stor-Svuku.
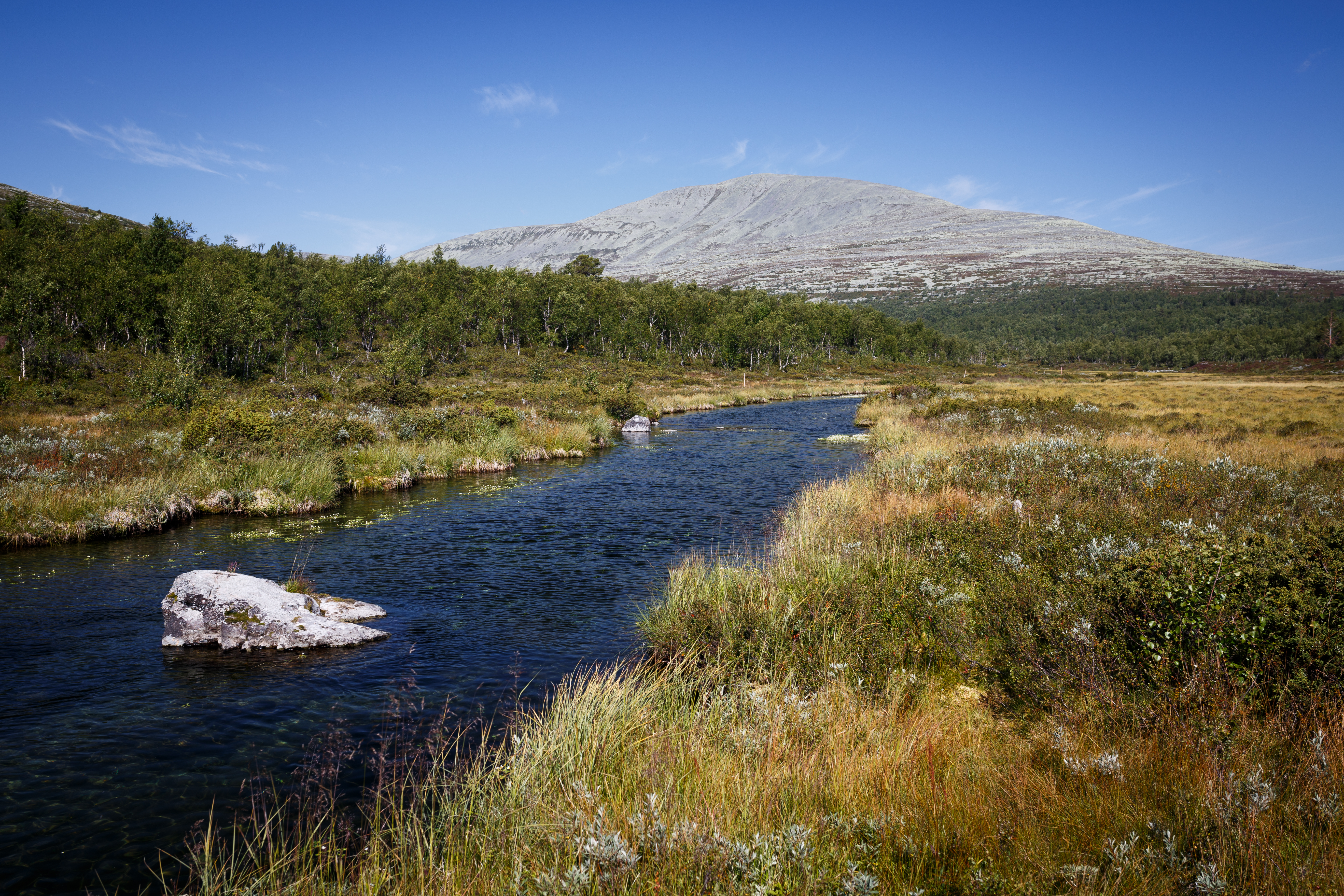
Der Grøthogna und der Fluss Röa.

## Flora
Die spärliche Vegetation im Park geht auf die nährstoffarmen Böden und das kalte, trockene Inlandsklima zurück. In den meisten Teilen des Parks dominieren daher Wiesen und Weiden, während im Norden auch einige Krummästige Birkenwälder stehen. Die Baumgrenze liegt bei etwa 800–900 m. In den feuchteren Teilen des Parks gibt es zahlreiche Moore. Im Femundsmarka wächst zudem die in Skandinavien recht seltene Wolfsflechte.

## Verwaltung und Tourismus
Im gesamten Nationalpark gibt es zahlreiche markierte Wanderwege und auch zwei Übernachtungshütten, die Muggsjølia und die Røvollen. Zudem gibt es noch mehrere Hütten außerhalb des Parks. Die vielen Seen und Flüsse machen den Park auch zu einem beliebten Kanu-, Kajak- und Angelgebiet.
Neben einer Straße vom norwegischen Dorf Elga kann der Femundsmarka-Nationalpark auch vom Femundsee aus mit der MS Fæmund II erreicht werden.

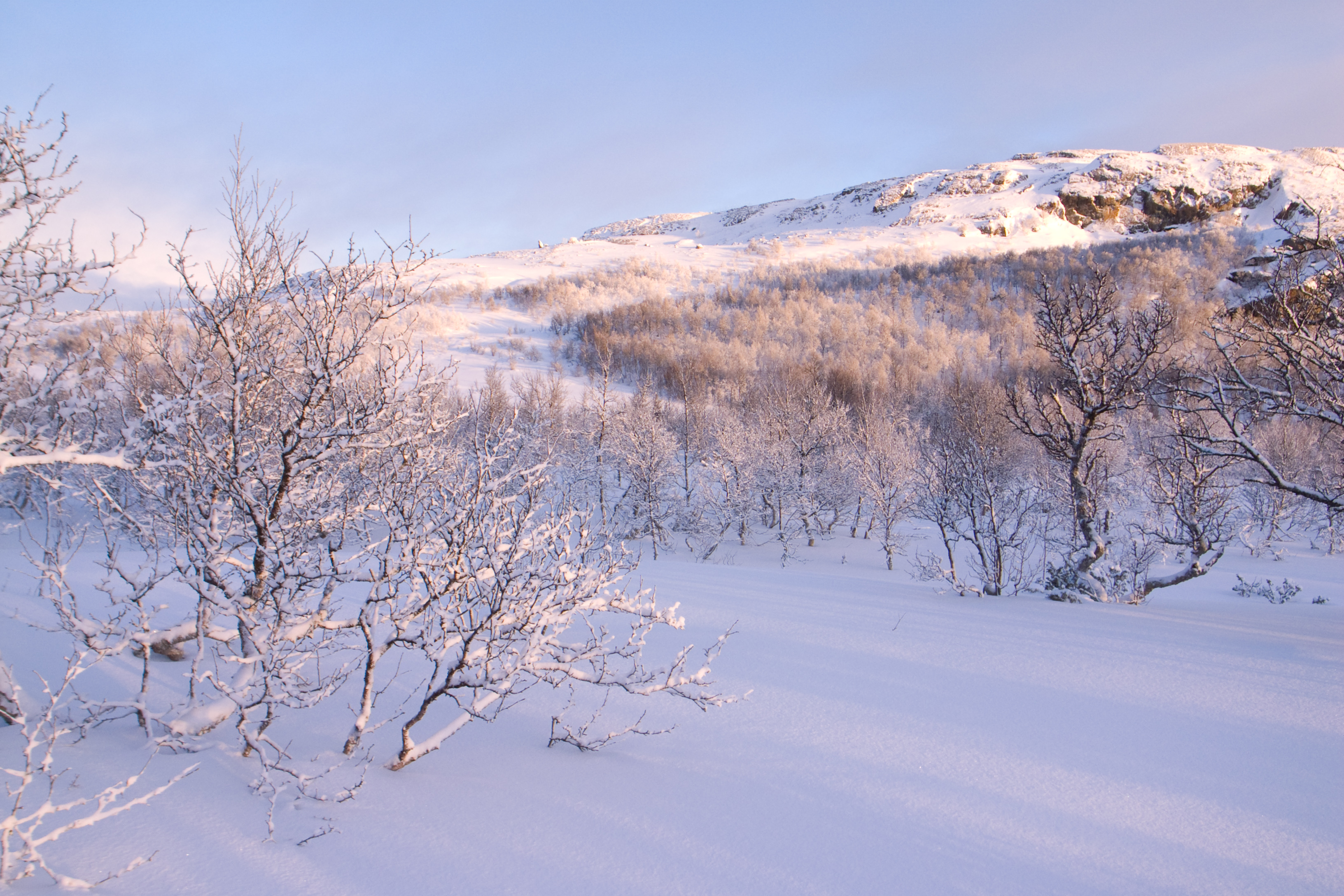
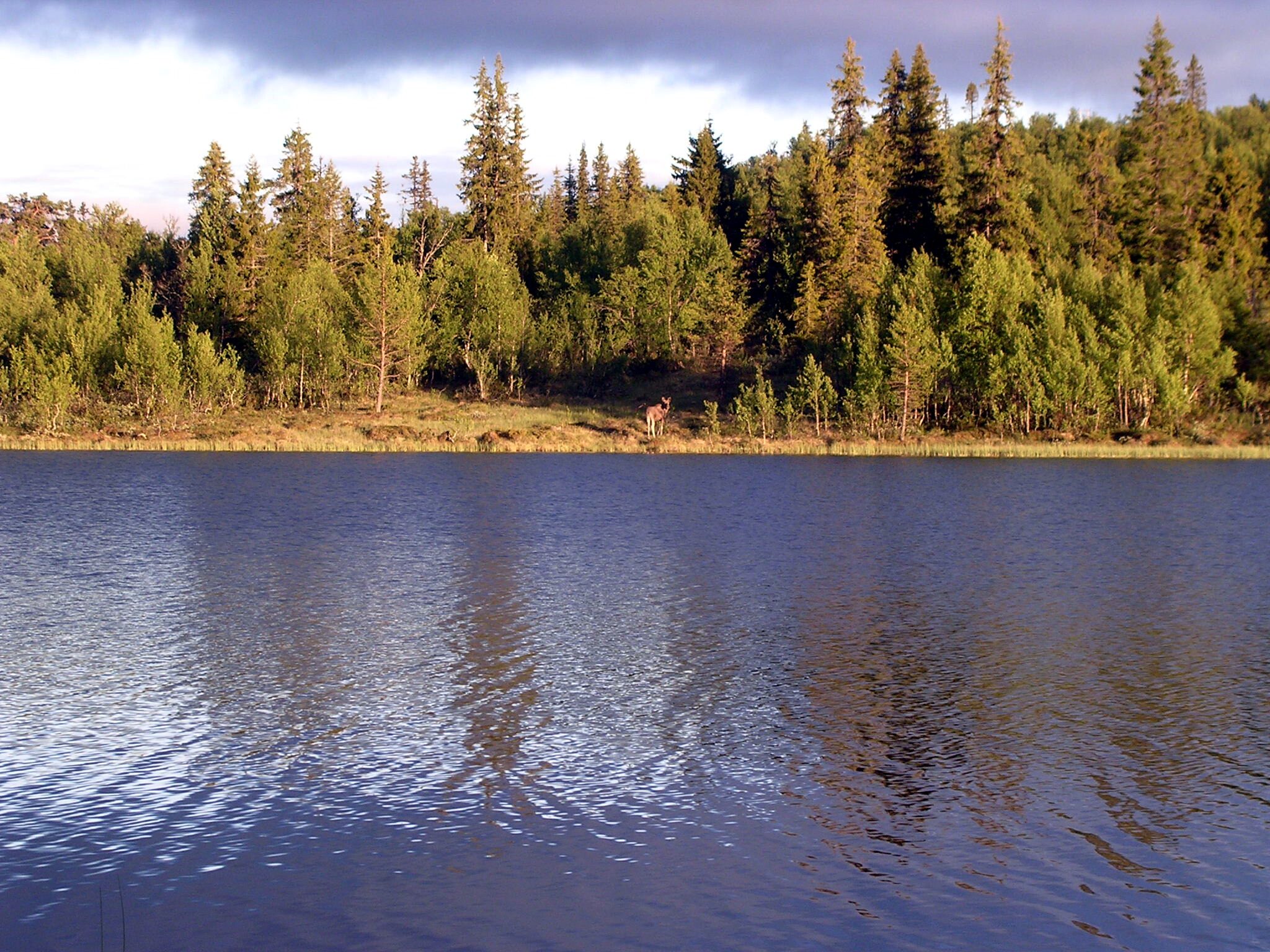

## Trivia
Das Deutsche Black Metal Solo-Projekt Waldgeflüster veröffentlichte 2011 das Konzeptalbum Femundsmarka – Eine Reise in drei Kapitel, welches von einer Trekking-Reise durch Norwegen inspiriert wurde.